# Sandra van Veghel
Sandra van Veghel (16 oktober 1982) is een Nederlands wegwielrenner. In 2011 werd zij zestiende in de  Ronde van Bochum. Datzelfde jaar deed zij mee aan het Nederlands kampioenschap wielrennen op de weg, waar zij 42e werd. Ook deed zij twee keer mee aan de Holland Ladies Tour. Zij rijdt bij Wielervereniging Schijndel.

## Resultaten
2005
- - Grote Herfstprijs Westerbeek

2006
- - Kleine Omloop van de Hoeksche Waard
- - Districtskampioenschap Oost
- - Westfriese Wielerdag om de Theo Koomen plaquette
- - Wielerronde van Abbenbroek

2007
- - DK Midden Vrouwen/Masters/Amateurs A
- - Mijl van Mares

2008
- - Amstel Wielerronde van Erp

2009
- - Profronde van Made
- - Districtskampioenschap Midden
- - Herentals

2010
- - Rabobank Wielerronde Oploo
- - Wielerronde van Hilversum
- - Ronde van Uden

2011
- - RABO-bank Wielerronde van Oploo
- - Ronde van Geldrop
- - Districtskampioenschap Midden
- - Wielerdag van Monster
- - Ronde van Barendrecht
- - Ronde van Uden

2012
- - Van Gogh Wielerronde van Nuenen

2013
- - Smits machinefabriek wielerronde van Valkenswaard
- - Wielerronde van 't Ginneken
- - Arendonk
- - Profronde van Etten-Leur
- - Ronde van Heusdenhout

2014
- - Ronde van Rijssen
- - Moerzeke (Hamme)
- - Vrasene-Beveren
- - Kermisronde van Duizel
- - Profronde van Tiel
- - Mijl van Mares
- - Rabobank wielerdag Berkel en Rodenrijs
- - Ronde van Markelo
- - Ronde van Enter
- - Ronde van Ameide

2015
- - Ronde van Waddinxveen
- - De Win fietsen Ronde van Geldrop
- - GP Tour de Leur
- - Wielerronde van 't Ginneken
- - Arendonk
- - Kermisronde van Duizel

2016
- - Ronde van Westerhoven

2017
- - Ronde van Bergeijk